# Baldwin fitz Gilbert
Baldwin fitz Gilbert también Baldwin de Meules y Baudouin de Brionne (c. 1022-1090) fue un noble anglonormando que participó en la conquista de Inglaterra en 1066. Señor de Meules y de Sap, de Okehampton y Sheriff de Devon. Mencionado a veces como  Baldwin de Exeter o Baldwin el Sheriff.

## Biografía
Era hijo de Gilberto de Brionne. Gilberto era uno de los guardianes del joven duque Guillermo y cuando su padre fue asesinado por Raúl de Gacé en 1040, sus dos hijos mayores Richard y Baldwin huyeron a Flandes, bajo la protección de Balduino V de Flandes. Baldwin recibió el señorío de Meules y de Sap de Gillermo II de Normandía por el ruego de Balduino V.

## Inglaterra
Acompañó al duque Guillermo en su conquista normanda de Inglaterra. Orderico Vital cita que Guillermo construyó un castillo dentro de las murallas de Exeter en 1067 y encargó a Baldwin como custodio. Como recompensa por su participación en la conquista, recibió de Guillermo I, como rey de Inglaterra, unos 160 señoríos en Devon, Dorset y Somerset, y se convirtió en señor de Okehampton. Fue Sheriff de Devon de 1080 a 1086.

## Herencia
Orderico Vital cita a Alberède, posiblemente de la familia de Goz, como esposa de Baldwin. Tuvieron varios hijos, a destacar:
- Roberto de Meules [fitzBaldwin de Clare] (c. 1077-1101), castellano y custodio del castillo de Brionne;
- Guillermo FitzBaldwin (m. 1096), sucedió a su padre como señor de Okehampton, sheriff de Devon;
- Richard FitzBaldwin, señor de Okehampton (c. 1064-1136). Murió sin herederos. Algunas fuentes consideran que es la misma figura histórica que Richard de Redvers;[11]
- Adelise FitzBaldwin (c. 1066-24 de agosto de 1142), esposa de Roberto de Avranches, señor de Okehampton;
- Mathilde [Maud?] FitzBaldwin de Meules (c. 1055), esposa de Guillermo fitzWimund de Avranches;[12]
- Emma de Brionne (m. 24 de agosto de 1142), esposa de Guillermo Avenel (c. 1080-1130) y de Hugo de Waft en segundas nupcias.

### Otros hijos
- Wiger fitzBaldwin de Brionne, hijo ilegítimo. Monje en la Abadía de Bec donde estuvo alrededor de 40 años.[10]